# Antocha lacteibasis
Antocha lacteibasis är en tvåvingeart som beskrevs av Alexander 1935. Antocha lacteibasis ingår i släktet Antocha och familjen småharkrankar. Inga underarter finns listade i Catalogue of Life.